# Franken-Kronwerk (Stralsund)

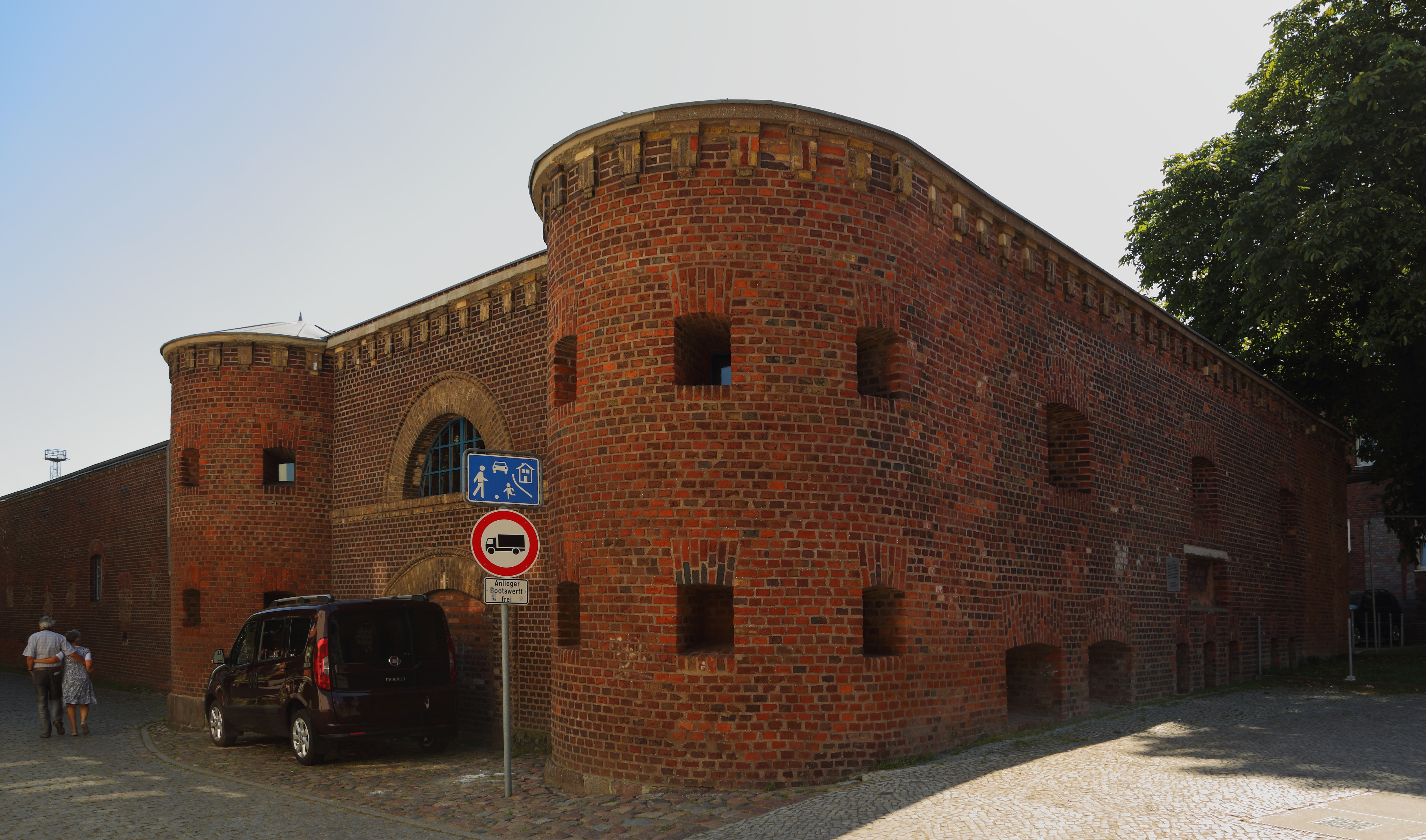
Das Franken-Kronwerk in Stralsund (2015)

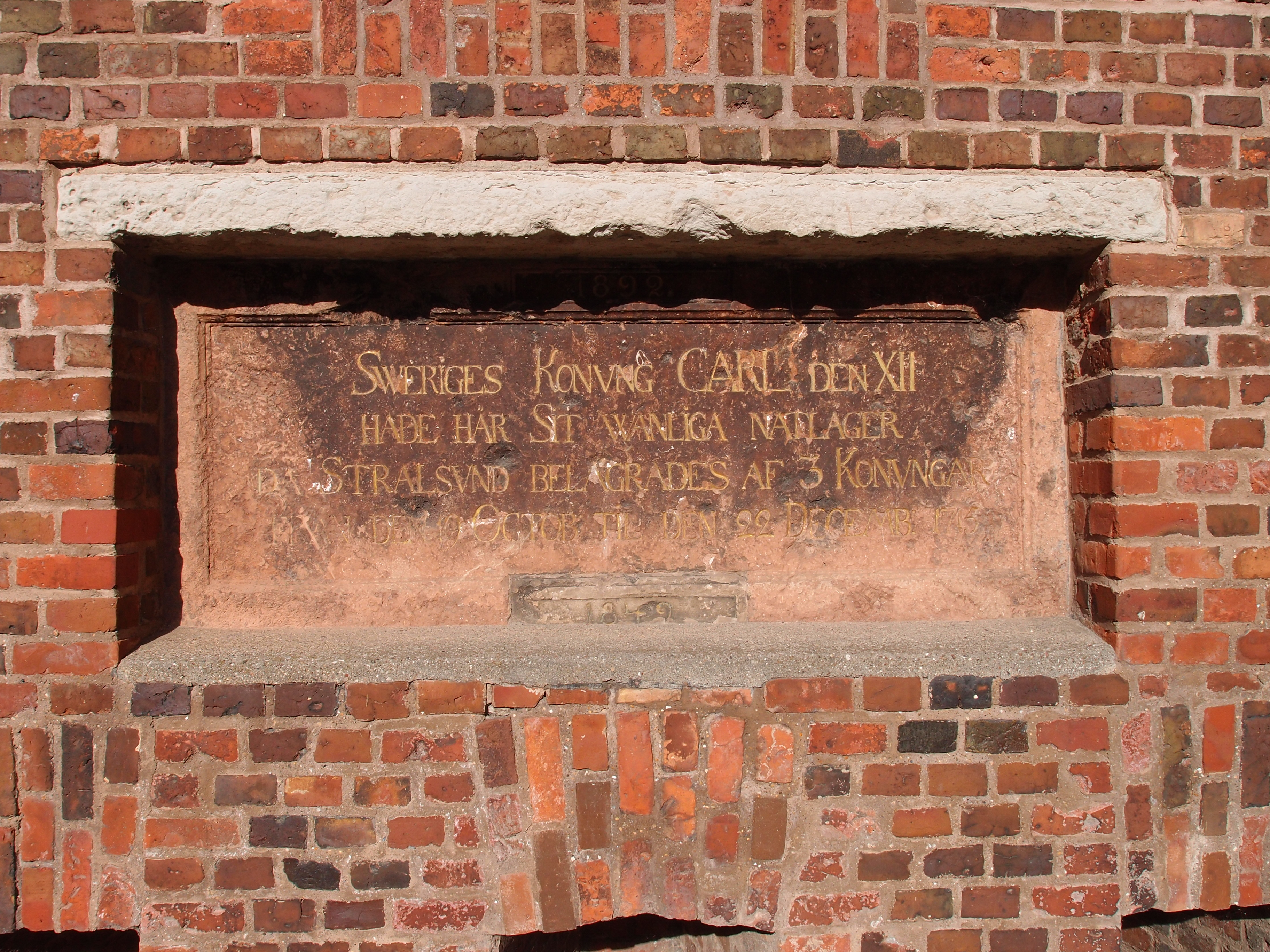
Gedenktafel zum Aufenthalt von König Karl XII. im Jahr 1715

Das Franken-Kronwerk (auch Frankenkronwerk) ist ein denkmalgeschütztes Bauwerk in der Klosterstraße in Stralsund, an der Ecke zum Frankendamm.
Das Bauwerk war Teil der Stralsunder Stadtbefestigungen. Es lag außerhalb der Altstadt, kurz vor dem alten Frankentor. Im Jahr 1873 wurde Stralsund entfestet. Vom Bauwerk sind Reste aus preußischer Zeit erhalten, nämlich die lange Mauer an der Klosterstraße, die nach der Schleifung des Franken-Kronwerks nach der Entfestung Stralsunds mit dem ursprünglichen Verlauf im Jahr 1809 wieder aufgebaut wurde, und die ehemalige Caponnière an der Ecke zum Frankendamm.
Die Caponiere mit ihren zwei halbrunden Türmen wurde wahrscheinlich in den 1830er oder 1840er Jahren gleichzeitig mit dem äußeren Frankentor errichtet.
Mit Errichtung der Frankenkaserne am Frankendamm in den Jahren 1877 bis 1880 wurde an der Rückseite der Mauer der ehemaligen Befestigungsanlage ein Haus für Geschütze angebaut.
Im Jahr 1892 wurde in einer Nische eine Gedenktafel angebracht; auf dieser wird der Aufenthalt des schwedischen Königs Karl XII. im Jahr 1715 gewürdigt.
Das Bauwerk liegt im Randgebiet des von der UNESCO als Weltkulturerbe anerkannten Stadtgebietes des Kulturgutes „Historische Altstädte Stralsund und Wismar“. In die Liste der Baudenkmale in Stralsund ist es mit der Nummer 407 eingetragen.
Frankenkronwerk war auch der Straßenname des Abschnitts zwischen Wasserstraße und dem Schlachthof; seit 1869 ist der Abschnitt, an dem auch das Franken-Kronwerk liegt, Teil des Frankendamms.